# Carolina Kuhlman

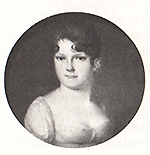
Carolina Kuhlman, Miniatur von Pehr Köhler, um 1800

Ottilia Carolina Kuhlman, verheiratete Deland und Åbergsson (* 15. November 1778 in Stockholm; † 21. April 1866 ebenda), war eine schwedische Schauspielerin und Operettensängerin. Sie war zunächst mit dem Ballettmeister Louis Deland und dann mit dem Schauspieler Gustav Åbergsson verheiratet.

## Leben
Carolina Kuhlman, deren Vater Julius Kuhlman Musiker in der Königlichen Hofkapelle (Kungliga Hovkapellet) und der Svea Livgarde (Militär) war, wurde ab 1791 in der Gesangsschule des Königlichen Theaters und ab 1793 in der Dramatens elevskola unter Anne Marie Milan Desguillons ausgebildet. 1800 wurde sie als premiäraktris am Königlichen Dramatischen Theater angestellt. Ab 1833 war sie dort erste Schauspielerin, mit Ausnahme von zwei Jahren, in denen sie mit ihrem Mann in Göteborg weilte, wo er Theaterdirektor war. Von 1829 bis 1833 war sie Vizerektorin und unterrichtete Deklamation an der Schule des königlichen Theaters.
1799 hatte sie Louis Deland geheiratet. Nach der Scheidung im Jahr 1802 nannte sie sich wieder „Frau Kuhlman“. Im Jahr 1815 heiratete sie Gustav Åbergsson, der „Stockholms erster Hamlet“ war. Mit ihm spielte sie als „Ophelia“ 1819 in der ersten Shakespeare-Aufführung in Stockholm.
Carolina Kuhlmann spielte zunächst Mätressen und Heldinnen und schließlich Mütter. Gelobt wurde sie für ihren Realismus, ihre Anmut und ihre ausgewogene Mimik. Sie spielte Rollen wie „Emma von Falkenstein“ in August von Kotzebues Kreuzfahrer, die „Hildegard“ in Johanna von Montfaucon ebenfalls von Kotzebue, den Pagen „Chérubin“ in Le mariage de Figaro von Beaumarchais, den taubstummen Jungen „Jules“ in Jean Nicolas Bouillys Stück L’abbé de l’épée, die „Frau Dorsan“ im komischen Singspiel Den ondsinta hustrun von Jacob Bernhard Struve und die „Elvira“ in Molières Tartuffe.
Sie sang "eine französische Sklavin" in La caravane du Caire von André-Ernest-Modeste Grétry und 1796–1797 den „Wilhelm“ im komischen Einakter Musikvurmen (La Mèlomanie) von Stanislas Champein, 1798–1799 die „Isabella“ in Carl Envallssons komischer Oper Den talande taflan („Der sprechende Tisch“), die „Zemire“ in Panurge dans l’isle des lanternes von Grétry und „Cecile“ in Le secret von Jean-Pierre Solié. 1809–1810 sang sie die „Alexandrine“ in En fjärdedels timmes tystnad von Struve, 1813–1814 „Regina“ in der Opera buffa Les Rendez-vous bourgeois von Nicolas Isouard, 1817–1818 die „Madame Durandiére“ in L’Auberge de Bagniéres von Charles-Simon Catel und 1825–1826 die „Barbara“ in dem nach Haydn verfassten Singspiel Oxmenuetten.
Sie ist auf dem Norra begravningsplatsen außerhalb von Stockholm begraben.